# Igreja de Santo António (Viseu)
A Igreja de Santo António, Igreja de Santo António do antigo Convento das freiras Beneditinas ou antigo Mosteiro de Bom Jesus, é um templo da cidade de Viseu, na atual freguesia de Viseu, situado no Largo Mouzinho de Albuquerque.
Datando dos séculos XVII e XVIII, encontra-se classificada como Imóvel de Interesse Público desde 1993.</ref>

## Descrição
A igreja é uma reedificação dos séculos XVII e XVIII da igreja do antigo Convento de Bom Jesus, fundado em 1592 para as freiras de S. Bento e por isso também se denomina Igreja do Convento das freiras Beneditinas.
A fachada é do século XVII. O interior é rico em talha dourada e em azulejos.
A igreja possui um imponente altar-mor e dois altares colaterais em talha dourada rococó, datados da segunda metade do século XVIII e atribuídos por António Neves ao grande entalhador beirão José da Fonseca Ribeiro. O retábulo-mor foi dourado e pintado a expensas de José Guedes da Silva e de sua mulher, como consta numa inscrição de 1783 que se encontra no arco triunfal. As paredes da capela-mor e da nave encontram-se revestidas de azulejos, sendo os da capela-mor de finais do século XVII e atribuídos a Gabriel del Barco e os da nave, com cenas da vida de S. Bento e de Santa Escolástica, datados de 1739-1740 e atribuídos à família Oliveira Bernardes.